# Crazy Nights
Crazy Nights es el decimocuarto álbum de estudio de la banda estadounidense de hard rock Kiss, publicado el 18 de septiembre de 1987 a través de Mercury Records. Este trabajo salió a la venta dos años más tarde del lanzamiento de su antecesor, Asylum (1985), debido a la creencia del grupo de la necesidad de regresar con un «disco importante» y porque el productor Ron Nevison había estado ocupado con otros compromisos. Durante su grabación, el guitarrista Paul Stanley recriminó al bajista Gene Simmons que no prestara al conjunto la atención necesaria y consideró sus aportaciones como compositor escasamente memorables. Nevison permitió al guitarrista Bruce Kulick aportar más melodías e incorporó pistas de teclados, un instrumento que ya utilizaban la mayor parte de bandas de hard rock en aquellos momentos.
Tras su lanzamiento, Crazy Nights llegó al puesto 18 del Billboard 200 y consiguió una certificación de platino de la RIAA, aunque el impacto de sus sencillos en la lista estadounidense fue bastante discreto. Por su contra, en el Reino Unido, tanto el álbum, como el sencillo «Crazy Crazy Nights», alcanzaron la cuarta posición de sus respectivos conteos y que serían las mejores en la carrera de Kiss en el país europeo.

## Trasfondo
Asylum (1985), el álbum que precedió a Crazy Nights, supuso el debut oficial del guitarrista Bruce Kulick, cuya llegada permitió que Kiss mantuviera una formación estable durante más de un lustro. El año 1986 fue el primero en que la banda no publicó ningún trabajo debido a las bajas ventas del álbum y a las malas cifras de su correspondiente gira, y por ese motivo el vocalista y guitarrista Paul Stanley creía que necesitaba tiempo para regresar con un «disco importante». Para cumplir con su objetivo, Stanley y el bajista y vocalista Gene Simmons, que habían sido los productores de sus últimos trabajos, decidieron recurrir a Ron Nevison, conocido por reactivar las carreras de Ozzy Osbourne y Heart, pero que estaba ocupado hasta marzo de 1987. El dúo decidió esperar al productor y para satisfacer la demanda del público de nuevo material, PolyGram publicó el VHS Exposed en mayo, el cual incluyó actuaciones en directo y entrevistas, y que rápidamente consiguió la certificación de platino.

## Grabación

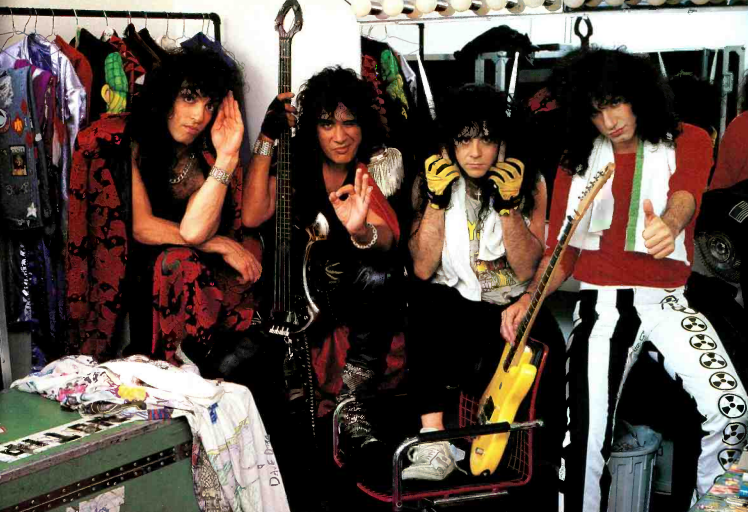
Kiss en 1988. De izquierda a derecha: Stanley, Simmons, Carr y Kulick.

Antes de comenzar la grabación, los dos principales compositores, Stanley y Simmons, enviaron a Nevison su nuevo material, aunque como éste recordó: «Gene me envió “todo”. Me envió todo lo que tenía, mientras que Paul “seleccionó” el suyo. Las maquetas de Gene no estaban tan pulidas como las de Paul». La grabación comenzó en marzo de 1987, con el registro, en los estudios One On One, de las pistas de batería a cargo de Eric Carr y posteriormente las de bajo, en los estudios Rumbo de California. Nevison recordó que Simmons pasaba la mayor parte del tiempo sentado en un rincón con la revista Variety, de hecho el bajista había filmado tres largometrajes en 1986 y estaba más interesado en su carrera como actor. Este suceso, unido a que pasara parte de su tiempo con otras bandas como mánager y productor, provocaron que Stanley, que consideró su comportamiento como una traición, le recriminara su falta de compromiso y finalmente el bajista le regaló un Porsche a modo de disculpa.
Bruce Kulick fue el miembro más beneficiado por la contratación de Nevison, quien le permitió un mayor margen de libertad en la construcción de melodías, mientras que con Stanley tuvo el inconveniente de que el vocalista quería cantar con su registro más alto. El productor tuvo que trabajar de manera forzosa en la modulación y años más tarde declaró que «[Stanley] quería cantar lo más alto que pudiera. Pensó que ese era el camino a seguir. No había Auto-Tune en aquellos días. Fue como diez años antes de los Pro Tools y todo eso. Y no había otra manera más de seguir grabándolo». Además de los cuatro integrantes del grupo, el álbum contó con la participación de dos músicos de sesión; Phil Ashley, que grabó los teclados con Kulick y Stanley, y Tom Kelly que realizó los coros.

## Música

El álbum incluyó una versión del tema «Thief in the Night», que había sido interpretado originalmente por Wendy O. Williams, en la imagen.

El éxito del álbum 1984 (1984) de Van Halen, que incorporó una amplia utilización de teclados, provocó que las bandas de hard rock e incluso de heavy metal como Iron Maiden, emplearan este instrumento en sus trabajos. Kiss sería precisamente uno de los últimos grupos en dar mayor espacio a los teclados en su música y finalmente, con Crazy Nights consiguió un sonido pop metal comercial. Ron Nevison destacó que los tiempos habían cambiado con la llegada del canal MTV y que los grupos de rock tenían que grabar baladas y tener una presencia de los teclados «mayor de lo que a los aficionados de Kiss les gustaría». El productor también seleccionó más canciones compuestas por Stanley, orientadas hacia el estilo de Bon Jovi, que escritas por Simmons, de las cuales destacó que «su material no era comercial, aunque los fanes de Kiss las amarían». Por su parte, Stanley fue crítico con las contribuciones del bajista: «Los pocos temas que aportó al álbum parecían haber sido creadas por otras personas, como si Gene se hubiera limitado a firmarlas. No hará falta decir que fueron cualquier cosa menos memorables». De hecho, Simmons aportó una pieza que ya había sido grabada por Wendy O. Williams y que de acuerdo con Bruce Kulick, cuando Stanley se enteró «no creo que estuviera muy contento».
El disco comienza con «Crazy Crazy Nights», acreditada a Stanley y Adam Mitchell, y que es un himno pop en el que el primero asegura a los oyentes que «a pesar de los contratiempos, las frustraciones y los detractores, todo es genial». «I'll Fight Hell to Hold You», compuesta por Stanley, Mitchell y Kulick, surgió a partir de un riff de este último y trata sobre un hombre que promete lealtad a una chica jurando que estará allí para ella sin importar lo que pase. Por su parte, «Bang Bang You», con autoría de Stanley y Desmond Child, tuvo como influencia la canción «Bang Bang (My Baby Shot Me Down)» de Sonny Bono, de la cual ambos eran admiradores. «No, No, No», escrita por Kulick, Simmons y Eric Carr, es un tema acelerado que, según el bajista, era algo popular en aquellos momentos, además fue el primero en que Kulick usó un pedal wah-wah y cuyo solo remarcó que era «rápido y frenético, como el sexo barato en un coche». «Hell or High Water», creada por Simmons y Kulick, tiene como título una expresión utilizada por la esposa del segundo al visitarle en cada ciudad: «Contra viento y marea». «My Way», acreditada a Stanley, Child y Bruce Turgon, la originó el primero en un teclado y en su letra canta acerca de «hacer las cosas a su manera».
La cara B del álbum empieza con «When Your Walls Come Down», compuesta por Kulick, Stanley y Mitchell, y que habla sobre una mujer que obtiene consejos de la revista Cosmopolitan. «Reason to Live», la power ballad de Stanley y Child, está conducida por el sonido del teclado en la que el primero canta, de manera concisa y apasionada, sobre una «razón para vivir», aunque, Child reconoció que «era más mi estilo que el estilo de Kiss». «Good Girl Gone Bad», escrita por Simmons, Davitt Sigerson y Peter Diggins, tiene un sonido similar al de Judas Priest y el bajista menciona en su letra a «una chica fuera de control a la que tiene que poseer». «Turn on the Night» surgió del deseo de Stanley por componer con Diane Warren y que de acuerdo con Kulick, es una de las canciones más pegadizas del disco. El tema final es «Thief in the Night», que Simmons y Mitch Weissman habían creado para el álbum WOW (1984) de Wendy O. Williams, y que trata sobre una mujer que parte el corazón a un hombre.

## Diseño artístico y título
La portada, realizada por Walter Wick, muestra fotografías individuales de los cuatro músicos con un efecto de cristal roto, así como el logo de la banda y el título del álbum en cada esquina, de una manera similar a la cubierta de Rock and Roll Over (1976). De acuerdo con Bruce Kulick, después del recibimiento encontrado que había tenido la portada de Asylum, el grupo quería mostrar una imagen más rock y recordó la similitud con la guitarra Ibanez de cristales rotos utilizada por Paul Stanley. Por otra parte, la contraportada enseña cuatro fotos, tomadas por Glen La Ferman y Mark Weiss, de los cuatro integrantes, entre ellas una de Gene Simmons con un bajo entre sus piernas, que en opinión de Kulick era un símbolo fálico.
Respecto al título del disco, una de las ideas fue Who Dares Win —en español: Quien se atreve gana— que Eric Carr había leído en el parche de una mujer y Condomnation —en español: Condonación—, descartada por Mercury Records, para evitar problemas con la PMRC. Finalmente, el nombre seleccionado fue Crazy Nights —en español: Noches locas—, que según Stanley «es un título genial».

## Recepción

### Comercial
Crazy Nights salió a la venta el 18 de septiembre de 1987 a través de Mercury Records precedido por el sencillo «Crazy Crazy Nights», publicado el 18 de agosto, y que tuvo un desempeño discreto en el Billboard Hot 100, al alcanzar únicamente el puesto 65. A finales de octubre, el álbum subió hasta la decimoctava posición del Billboard 200, la mejor para el grupo en toda la década y obtendría una certificación de platino en febrero, debido a la frecuente emisión del vídeo de su segundo sencillo, «Reason to Live» en el programa Dial MTV. «Reason to Live», lanzado el 1 de noviembre, llegó a ser el vídeo más solicitado de dicho espacio televisivo, pero esto no se vio reflejado en la lista de Billboard, en la que obtuvo un posicionamiento similar a su antecesor. Según Ron Nevison, las emisoras eran reticentes a emitir música de Kiss, sin importar lo buena que fuera, y consideraba que «Crazy Crazy Nights» era «demasiado dura» para la radio. Por su parte, el tercer sencillo extraído fue «Turn on The Night», editado el 27 de febrero de 1988.
Por su parte, el impacto del disco y de los sencillos en las listas del Reino Unido sería completamente distinto. En el archipiélago, el mejor puesto para la banda había sido el séptimo conseguido por Lick It Up (1983), mientras que solo dos de sus canciones habían entrado en el top 40. Por su contra, Crazy Nights subió hasta el número 4 del UK Albums Chart, el mejor en toda su carrera, mientras que «Crazy Crazy Nights» alcanzó la misma posición en el UK Singles Chart, además de obtener una certificación de oro. El álbum también tuvo un buen desempeño en los países nórdicos y llegó al top 15 en Finlandia, Noruega y Suecia.

### Crítica
Tras su lanzamiento, Crazy Nights recibió principalmente reseñas negativas. Greg Prato de Allmusic escribió que «justo cuando pensabas que Kiss no podía estar más alejado de sus toscas raíces de rock/metal con el mediocre Asylum, la banda se hunde aún más con el festival pop de Crazy Nights. Kiss no había estado tan desenfocada como en 1987 [...] Los teclados no tenían ningún derecho a estar en un disco de Kiss, sin embargo, asoman su fea cabeza», además calificó a «My Way» como la peor canción grabada por el conjunto. Matthew Wilkening de Ultimate Classic Rock destacó que «sus intentos de replicar el estilo pop rock de teclado de Bon Jovi fueron un poco irregulares[...] Los abrumadores teclados y la voz aguda y penetrante del himno de autoayuda “My Way” fueron demasiado lejos». Brian Bonet, del periódico The Michigan Daily comparó su sonido con el de Loverboy y calificó sus letras como tan «ridículamente pomposas, que evocan a Spinal Tap. “Bang Bang You” tiene un mensaje machista y cabezón que es tan exagerado y arrogante como los aficionados de Kiss están acostumbrados». Steve Peake de About consideró que «debería estar descalificado por presentar un tema llamado “Bang Bang You”[...] Hay algunas pistas decentes en esta grabación, incluida la absolutamente escuchable “I'll Fight Hell to Hold You”, pero esta [“Reason to Live”] es una power ballad realmente buena y representa a Stanley en su mejor momento melódico». Por su parte, Chris Chantler de Louder coincidió con las crítica a «Bang Bang You» y señaló que las letras parecía que hubieran sido escritas por «subcampeones en un concurso de composición de Kiss para pre-púberes».

## Gira

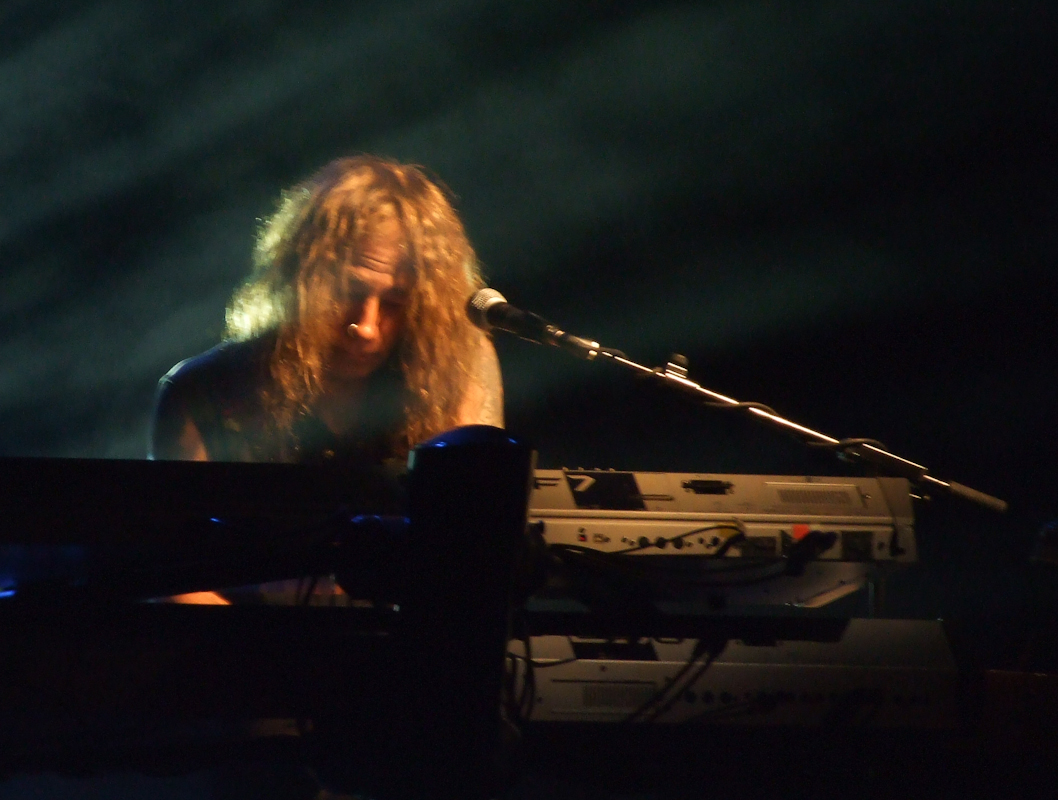
Gary Corbett participó como teclista en la gira promocional, aunque en la mayoría de ocasiones, oculto de la vista del público.

La gira promocional de Crazy Nights comenzó el 13 de noviembre de 1987 y finalizó el 3 de octubre de 1988 tras 130 recitales. Una de sus características fue la incorporación de un teclista, algo que según Bruce Kulick había dejado de ser un tabú, ya que «Ozzy Osbourne y otros conjuntos ya utilizaban teclistas» y de hecho el guitarrista, tocó el teclado en las interpretaciones de «Reason to Live» con su guitarra a la espalda, para poder cambiar rápidamente de instrumento. Phil Ashley, que ya había participado en el álbum, estaba comprometido para actuar con Mick Jagger, por lo que recomendó al teclista Gary Corbett. Después de reunirse con Kiss, Corbett recibió toda la discografía del cuarteto para que la aprendiera, y usó tiempo en la gira de Lou Gramm para lograrlo. El tramo norteamericano tuvo una asistencia media de 5690 espectadores por concierto, unos 500 menos que el del Asylum Tour, y para disminuir costes, Corbett no participó en algunas actuaciones. Sobre el hecho de tener que tocar entre bambalinas, el teclista explicó: «Tienes que entender que la imagen es un factor tremendamente importante para Kiss y en la memoria colectiva siempre van a ser cuatro tíos; un quinto ya sobra, lo mires por donde lo mires».
Tras la realización de algunas fechas en Japón, en verano de 1988 salió a la venta el VHS Crazy Nights, que incluyó los vídeos musicales de los tres sencillos del álbum y que obtuvo una certificación de oro de la RIAA. Tras el éxito de «Crazy Crazy Nights» en el Reino Unido, Kiss hizo varias actuaciones en Europa, algunas de ellas como parte del festival itinerante Monsters of Rock, donde tocó ante más de 90 000 espectadores. El cabeza de cartel de dicho festival fue Iron Maiden, que era en aquellos momentos más popular en el continente europeo y que provocó que, por primera vez desde 1975, Kiss abriera para otra agrupación. En una de sus fechas, concretamente en Schweinfurt (Alemania), un cámara del canal RTL grabó también a Corbett, debido a que ignoraba que no podía mostrar al público a un quinto miembro. A lo largo de la gira, la banda solo interpretó seis de las once canciones del disco, aunque finalmente solo «Crazy Crazy Nights», «Reason to Live», «No, No, No» y «Bang Bang You» permanecerían en la mayoría de conciertos.

## Lista de canciones
| Lado 1 |                               |                                 |               |          |  |
| N.º    | Título                        | Escritor(es)                    | Voz principal | Duración |  |
| 1.     | «Crazy Crazy Nights»          | Paul Stanley, Adam Mitchell     | Stanley       | 3:45     |  |
| 2.     | «I'll Fight Hell to Hold You» | Stanley, Mitchell, Bruce Kulick | Stanley       | 4:10     |  |
| 3.     | «Bang Bang You»               | Stanley, Desmond Child          | Stanley       | 3:53     |  |
| 4.     | «No, No, No»                  | Gene Simmons, Eric Carr, Kulick | Simmons       | 4:19     |  |
| 5.     | «Hell or High Water»          | Simmons, Kulick                 | Simmons       | 3:28     |  |
| 6.     | «My Way»                      | Stanley, Child, Bruce Turgon    | Stanley       | 3:58     |  |

| Lado 2 |                             |                                         |               |          |  |
| N.º    | Título                      | Escritor(es)                            | Voz principal | Duración |  |
| 1.     | «When Your Walls Come Down» | Stanley, Kulick, Mitchell               | Stanley       | 3:25     |  |
| 2.     | «Reason to Live»            | Stanley, Child                          | Stanley       | 3:59     |  |
| 3.     | «Good Girl Gone Bad»        | Simmons, Davitt Sigerson, Peter Diggins | Simmons       | 4:35     |  |
| 4.     | «Turn on the Night»         | Stanley, Diane Warren                   | Stanley       | 3:19     |  |
| 5.     | «Thief in the Night»        | Simmons, Mitch Weissman                 | Simmons       | 4:05     |  |
| 42:58  |                             |                                         |               |          |  |

Fuente: Allmusic.

## Créditos
Kiss
- Paul Stanley - guitarra rítmica, voz, teclado
- Gene Simmons - bajo, voz
- Eric Carr - batería, percusión, coros
- Bruce Kulick - guitarra solista, teclado, coros

| Músicos de sesión - Phil Ashley - teclado - Tom Kelly - coros | Producción - Ron Nevison - producción e ingeniería - Ted Jensen - masterización - Jeff Poe, Julian Stoll, Toby Wright - asistente de ingeniería - Walter Wick - portada, fotografía - Glen LaFerman, Mark Weiss - fotografía |

Fuente: Vinilo de Crazy Nights.

## Posiciones en las listas
| País           | Lista                   | Mejor posición | Ref.   |
| -------------- | ----------------------- | -------------- | ------ |
| Alemania       | German Albums Chart     | 44             | [ 34 ] |
| Canadá         | Canadian Albums Chart   | 21             | [ 49 ] |
| Estados Unidos | Billboard 200           | 18             | [ 25 ] |
| Finlandia      | Suomen virallinen lista | 4              | [ 33 ] |
| Noruega        | Topp 40 Album           | 8              | [ 34 ] |
| Países Bajos   | Album Top 100           | 44             | [ 50 ] |
| Reino Unido    | UK Albums Chart         | 4              | [ 31 ] |
| Suecia         | Sverigetopplistan       | 11             | [ 35 ] |
| Suiza          | Schweizer Hitparade     | 14             | [ 51 ] |

| País                 | Lista                | Mejor posición       | Ref.                 |                      |                      |                      |                      |                      |                      |                      |                      |                      |                      |
| «Crazy Crazy Nights» | «Crazy Crazy Nights» | «Crazy Crazy Nights» | «Crazy Crazy Nights» | «Crazy Crazy Nights» | «Crazy Crazy Nights» | «Crazy Crazy Nights» | «Crazy Crazy Nights» | «Crazy Crazy Nights» | «Crazy Crazy Nights» | «Crazy Crazy Nights» | «Crazy Crazy Nights» | «Crazy Crazy Nights» | «Crazy Crazy Nights» |
| -------------------- | -------------------- | -------------------- | -------------------- | -------------------- | -------------------- | -------------------- | -------------------- | -------------------- | -------------------- | -------------------- | -------------------- | -------------------- | -------------------- |
| Bélgica              | Ultratop 100         | 31                   | [ 52 ]               |                      |                      |                      |                      |                      |                      |                      |                      |                      |                      |
| Estados Unidos       | Billboard Hot 100    | 65                   | [ 25 ]               |                      |                      |                      |                      |                      |                      |                      |                      |                      |                      |
| Irlanda              | Irish Singles Chart  | 9                    | [ 53 ]               |                      |                      |                      |                      |                      |                      |                      |                      |                      |                      |
| Noruega              | Topp 20              | 7                    | [ 54 ]               |                      |                      |                      |                      |                      |                      |                      |                      |                      |                      |
| Países Bajos         | Single Top 100       | 28                   | [ 55 ]               |                      |                      |                      |                      |                      |                      |                      |                      |                      |                      |
| Reino Unido          | UK Singles Chart     | 4                    | [ 31 ]               |                      |                      |                      |                      |                      |                      |                      |                      |                      |                      |
| «Reason to Live»     |                      |                      |                      |                      |                      |                      |                      |                      |                      |                      |                      |                      |                      |
| Estados Unidos       | Billboard Hot 100    | 64                   | [ 25 ]               |                      |                      |                      |                      |                      |                      |                      |                      |                      |                      |
| Países Bajos         | Single Top 100       | 89                   | [ 56 ]               |                      |                      |                      |                      |                      |                      |                      |                      |                      |                      |
| Reino Unido          | UK Singles Chart     | 33                   | [ 31 ]               |                      |                      |                      |                      |                      |                      |                      |                      |                      |                      |
| «Turn on The Night»  |                      |                      |                      |                      |                      |                      |                      |                      |                      |                      |                      |                      |                      |
| Reino Unido          | UK Singles Chart     | 41                   | [ 31 ]               |                      |                      |                      |                      |                      |                      |                      |                      |                      |                      |

## Certificaciones
| País           | Certificación | Ventas  | Ref.   |
| -------------- | ------------- | ------- | ------ |
| Canadá         | Platino       | 100 000 | [ 57 ] |
| Estados Unidos | Platino       | 1 000   | [ 26 ] |
| Finlandia      | Oro           | 25 000  | [ 58 ] |